# Hôtel Novotel Paris Tour Eiffel
Hôtel Novotel Paris Tour Eiffel (1976 bis 2003 Hôtel Nikko) ist der Name eines Hochhauses im 15. Arrondissement von Paris. Der Bau des Hochhauses war 1976 abgeschlossen. Das im Stil der Moderne erbaute Gebäude verfügt über 31 Etagen und misst 100 Meter. Entworfen wurde das Hochhaus von den Architekten Julien Penven und Jean-Claude Le Bail. Besonders markant sind die 1068 roten Rahmen um die Fenster. Das Gebäude wurde 2001 von der Hotelkette Accor gekauft und umfassend renoviert, ehe es 2003 unter der Marke Novotel wiedereröffnet wurde. Mit 764 Zimmern zählt es zu den größten Pariser Hotels. 
Der Hotelturm ist mit den Métrostationen Charles Michels und Javel – André Citroën an den öffentlichen Nahverkehr im Großraum Paris angebunden.